# ليندا كاستيلو
ليندا كاستيلو (بالإنجليزية: Linda Castillo)‏ (1960، أوهايو في الولايات المتحدة)؛ روائية أمريكية.

## روابط خارجية
- ليندا كاستيلو على موقع IMDb (الإنجليزية)
- ليندا كاستيلو على موقع ميوزك برينز (الإنجليزية)